# Peter Pan: Aventura en Nunca Jamás
Peter Pan Adventures in Never Land es videojuego basado en la película Peter Pan.

## Historia
Un día, Campanilla le comenta a Peter que en algún lugar del País de Nunca Jamás hay oculto un tesoro, y que el Capitán Garfio tiene un mapa que indica dónde se encuentra. Pero lo que no sabe es que el Capitán Garfio a roto el mapa en cuatro fragmentos que se esparcen por la isla, y ahora, sólo Garfio sabe dónde está oculto el tesoro.
Peter tendrá que encontrar los fragmentos perdidos del mapa y llegar antes que el Capitán Garfio hasta el tesoro. Sin embargo, el Capitán Garfio y su malvada tripulación pirata han secuestrado a los amigos de Peter Pan, los Niños Perdidos. Peter deberá derrotar a los piratas de Garfio y salvar a sus amigos mientras que Garfio va en camino hacia el tesoro, sin que nadie pueda detenerle.

## Forma de juego
Existen dos formas de juego durante los niveles. La principal es manejando a Peter por el País de Nunca Jamás, y la otra es jugando cortos niveles con Campanilla.
- Datos: Q9058766